# Karlsruher Transfer

Titelseite des Karlsruher Transfers Ausgabe 55 im neuen Design

Der Karlsruher Transfer (kurz KT*) ist ein halbjährlich erscheinendes wissenschaftliches Hochschulmagazin, das seit 1987 von der Hochschulgruppe fuks e.V. ehrenamtlich herausgegeben wird. Im Oktober 2017 feierte der Karlsruher Transfer mit der 53. Ausgabe sein 30-jähriges Jubiläum. Seit 2016 erscheint das Magazin in neuem Design. In diesem Zuge wurde auch das KT*-Logo als Markenzeichen entwickelt.

## Name und Inhalt
Der Name „Karlsruher Transfer“ entspringt der Idee, Informationen und Wissen zwischen Studierenden, wissenschaftlichen Mitarbeitern, Professoren und Personen aus Wirtschaft und Politik weiterzugeben und auszutauschen.
Das Magazin setzt sich mit aktuellen Themen aus Wirtschaft, Wissenschaft und Gesellschaft auseinander. Jede Ausgabe hat dabei einen thematischen Schwerpunkt. Neben der Darstellung von aktuellen Forschungsaktivitäten sowie Ergebnissen aus der Wissenschaft wird auch über ihre praktische Anwendung berichtet. Darüber hinaus gibt es auch kritische Auseinandersetzungen oder einen weiterführenden Ausblick zu einzelnen Themen.

## Autoren
Zu den Autoren zählen sowohl Studierende der Karlsruher Hochschulen als auch Personen aus Forschung, Wirtschaft, Gesellschaft und Politik. Autoren und Interviewpartner waren unter anderem Klaus Kinkel (1992), Götz Werner (2005), Joachim Nagel (2011), Gisela Mahlmann (2011), Gorden Wagener (2013), Werner Lorant (2013) und Axel Ockenfels (2013), Johann-Dietrich Wörner (2018), Marie Nasemann (2019), Bernd und Daniela Willimek (2019), Manuel Vermeer (2019), Christian Petersson (2020), Markus Pössel (2020) und Thomas Dreier (2020).

## Vertrieb
Der Karlsruher Transfer wird kostenlos, v. a. am Karlsruher Institut für Technologie, verteilt sowie an die Institute des Karlsruher Instituts für Technologie und an Kontakte aus der Wirtschaft versandt. Außerdem ist die Zeitschrift über die Homepage des Karlsruher Transfers bestellbar. Alle Ausgaben sind online im Archiv des KT auf der fuks-Webseite als pdf verfügbar.